# ベスト・セレクション Vol.1
『ベスト・セレクション Vol.1』（ベスト・セレクション ボリューム・ワン）は、山口百恵のベスト・アルバム。1997年7月21日にソニー・ミュージックよりリリースされた。

## 解説
- オリジナルアルバムをCDに復刻してきたCD選書の、今作はシングル・コレクション。『ベスト・セレクション Vol.2』も同時発売された。それぞれ15曲ずつ収録されているが、今作では「ちっぽけな感傷」「ささやかな欲望」「白い約束」が未収録（Vol.2では「赤い絆 (レッド・センセーション)」が未収録）。

## 収録曲
1. としごろ
2. 青い果実
3. 禁じられた遊び
4. 春風のいたずら
5. ひと夏の経験
6. 冬の色
7. 湖の決心
8. 夏ひらく青春
9. 愛に走って
10. 横須賀ストーリー
11. パールカラーにゆれて
12. 赤い衝撃
13. 初恋草紙
14. 夢先案内人
15. イミテイション・ゴールド

## 関連作品
- ベスト・セレクション Vol.2
- CD選書